# Saint-Genis
Saint-Genis foi uma comuna francesa na região administrativa da Provença-Alpes-Costa Azul, no departamento de Altos-Alpes. Estendia-se por uma área de 18,32 km². Em 2010 a comuna tinha 52 habitantes (densidade: 2,8 hab./km²).
Em 1 de janeiro de 2016, passou a formar parte da nova comuna de Garde-Colombe.